# Åke Wiberg
John Åke Truls Wiberg, född 30 mars 1902 i Göteborg, död 25 november 1963 i Stora Kils församling, Värmlands län, var en svensk direktör och politiker (höger). Han var bror till Magnus Wiberg. 

## Biografi
Efter studentexamen i Göteborg 1920 blev Wiberg i Lund filosofie kandidat 1921 och juris kandidat 1924. Han var direktör i AB Malmö Strumpfabrik 1934–40, verkställande direktör i detta och andra bolag i textil-, järn- och träbranscherna från 1940. Han var ordförande i Sveriges trikåfabrikers förening, styrelseledamot i bland annat Industriförbundet och Textilrådet samt vice ordförande i Svenska Institutet. 
Wiberg var ledamot av Malmö stadsfullmäktige 1930–47, vice ordförande i drätselkammarens finansavdelning och i budgetberedningen.  Hans var sakkunnig i Finansdepartementet 1946–47, ledamot av Statens Bränslekommission 1943–44, av Nationalmuseiutredningen 1944-47, av Kungliga teaterstyrelsen från 1943, ordförande i Statens konstråd 1944–48, ledamot av riksdagens andra kammare 1941–49, invald i Fyrstadskretsen, vice ordförande i Bankoutskottet, suppleant i Utrikesutskottet och Utrikesnämnden. Han utnämndes till hedersdoktor vid Göteborgs universitet 1958.
1953 upprättade Wiberg en stiftelse i sitt eget namn. Den ger stöd till barn- och ungdomsverksamhet samt forskning inom medicin, humaniora och samhällsvetenskap.

## Utmärkelser, ledamotskap och priser
- Ledamot av Vetenskapssocieteten i Lund (LVSL)[4]